# Georg Camitz (1788–1868)
För andra betydelser, se Georg Camitz (olika betydelser).
Georg Camitz, född 27 september 1788 i Närke, död 30 januari 1868 på Borrud i Bäcks socken, var en svensk brukspatron.
Som son till Göran Camitz och Fredrika Konstantia Widmark tillhörde han släkten Camitz, som enligt traditionen var en adlig släkt från Schlesien. Camitz var brukspatron på bruket Skagersholm som under familjens ägandeskap var ett av de största i Västergötland. Han var också ägare till säteriet Borrud i Västergötland som han köpte 1824 av Anders Dahlman.
Camitz var gift med Ulrika Dahlman (1794–1876) och makarna gravsattes på Finnerödja kyrkogård i Bodarne pastorat.